# Японський національний стадіон
Японський національний стадіон (яп. 国立競技場, Kokuritsu kyōgijō, англ. Japan National Stadium) — багатоцільовий стадіон у районі Сіндзюку міста Токіо, Японія. Основна арена для проведення літніх Олімпійських ігор 2020 року. Побудований на місці «Національного стадіону», що існував з 1958 по 2015 роки і був головною ареною літніх Олімпійських ігор 1964 року. Стадіон став новою домашньою ареною для збірних Японії з футболу та регбі. Раніше відомий як Новий національний стадіон (яп. 新国立競技場), офіційно названий як Національний стадіон, також відомий як Олімпійський стадіон.

## Історія
Після того, як Токіо подав заявку на проведення літніх Олімпійських ігор 2020 року, мова йшла про можливе оновлення або реконструкцію «Національного стадіону».
У лютому 2012 року підтвердили, що старий стадіон знесуть. У листопаді 2012 року розкрили візуалізацію нового національного стадіону за проєктом архітектора Захи Хадід. Старий стадіон знесли у 2015 році, а завершення спорудження нового спочатку запланували на березень 2019 року. Новий стадіон стане місцем для проведення змагань з легкої атлетики, регбі, деяких футбольних ігор, а також церемонії відкриття та закриття Олімпіади та Паралімпіади.
Через бюджетні обмеження у травні 2015 року японський уряд оголосив про кілька змін у дизайні Хадід, включаючи скасування планів будівництва висувного даху та перетворення деяких постійних місць на тимчасові. Кілька видатних японських архітекторів, серед яких Тойо Іто та Фуміхіко Макі, критикували дизайн Хадід. Іто порівнював його з черепахою, а Макі називав його білим слоном. На противагу їм Арата Ісодзакі прокоментував, що був «шокований, побачивши, що динамізм, присутній в оригіналі, пішов» під час переробки первісного плану Хадід. Дах нового стадіону був особливо проблематичним з інженерної точки зору, оскільки вимагав спорудження двох сталевих арок довжиною 370 метрів. Навіть після зміни дизайну стадіон, за оцінками, коштуватиме понад 300 млрд єн, що втричі перевищує вартість Олімпійського стадіону в Лондоні і більш ніж у п'ять разів — Олімпійського стадіону в Пекіні.
Японський уряд досяг угоди в червні 2015 року з корпораціями «Taisei» і «Takenaka» про будівництво стадіону загальною вартістю близько 250 млрд єн. Новий план підтримав дизайн сталевих арок, зменшивши при цьому постійну місткість стадіону до 65 000 з додатковими 15 000 простими тимчасовими місцями, що дозволило б забезпечити 80 000 місць для проведення на арені чемпіонату світу з регбі 2019 року.
Однак 17 липня 2015 року прем'єр-міністр Японії Сіндзо Абе заявив, що плани будівництва нового Національного стадіону скасують і заборонять на тлі незадоволення громадськості з приводу витрат на будівництво стадіону. У результаті Абе заявив, що для проведення Кубка світу з регбі потрібно буде вибрати інший стадіон, оскільки новий не буде готовий.
28 серпня 2015 року уряд Японії випустив нові стандарти реконструкції Національного стадіону. Місткість арени склала 68 000 глядачів, яку можуть збільшити до 80 000 за рахунок використання тимчасових місць над легкоатлетичною доріжкою. Уряд також відмовився від висувного даху, натомість постійний дах збудують лише для глядацьких сидінь. Крім того, ліквідовано спортивний музей, який був складовою попереднього проєкту, а VIP-зали, крісла та підземні парковки зменшили. Ці скорочення зменшили площу будівництва до 198 500 м², що на 13 % менше, ніж планували спочатку. Кондиціонер для стадіону також відмінили на прохання прем'єра Сіндзо Абе.
Уряд ухвалив рішення про пошук підрядників та проєкту до грудня 2015 року, а початок будівництва у грудні 2016 року. Проєктувальники співпрацювали з підрядниками, щоб подати проєкт разом із кошторисом витрат на будівництво та термінами. У результаті два підрядники подали заявки на процес: корпорація «Тайсей» (Taisei), що працює з архітектором Кенго Кумою, та консорціум кількох великих японських підрядників, включаючи корпорації Takenaka, Shimizu та Obayashi, що працювали з архітектором Тойо Іто. Колишній архітектор-переможець Заха Хадід не змогла знайти підрядника, який бажав би працювати з її дизайном, і тому була змушена відмовитися від зусиль, щоби повторно подати перероблений проєкт у новому конкурсі.
21 грудня 2015 року Японська спортивна рада оголосила, що Куму та корпорацію «Тайсей» обрали для проєктування та будівництва Національного олімпійського стадіону. Будівництво розпочалось у грудні 2016 року, а завершилось 30 листопада 2019 року, коли стадіон передали МОК для проведення необхідних ігор та підготовки церемонії, включаючи тестові заходи. Нова арена містить 68 089 місць з можливістю побудувати тимчасові крісла і збільшити місткість до 80 016. Кількість глядачів під час Олімпійських ігор становитиме 60 102 з урахуванням пресслужб. Ця здатність додатково зменшується для Паралімпійських ігор до 57 750, щоб додати більше місця для людей з обмеженими можливостями.
Відкриття арени призначили на фінал Кубка імператора 2019 року 1 січня 2020 року.

## Галерея будівництва

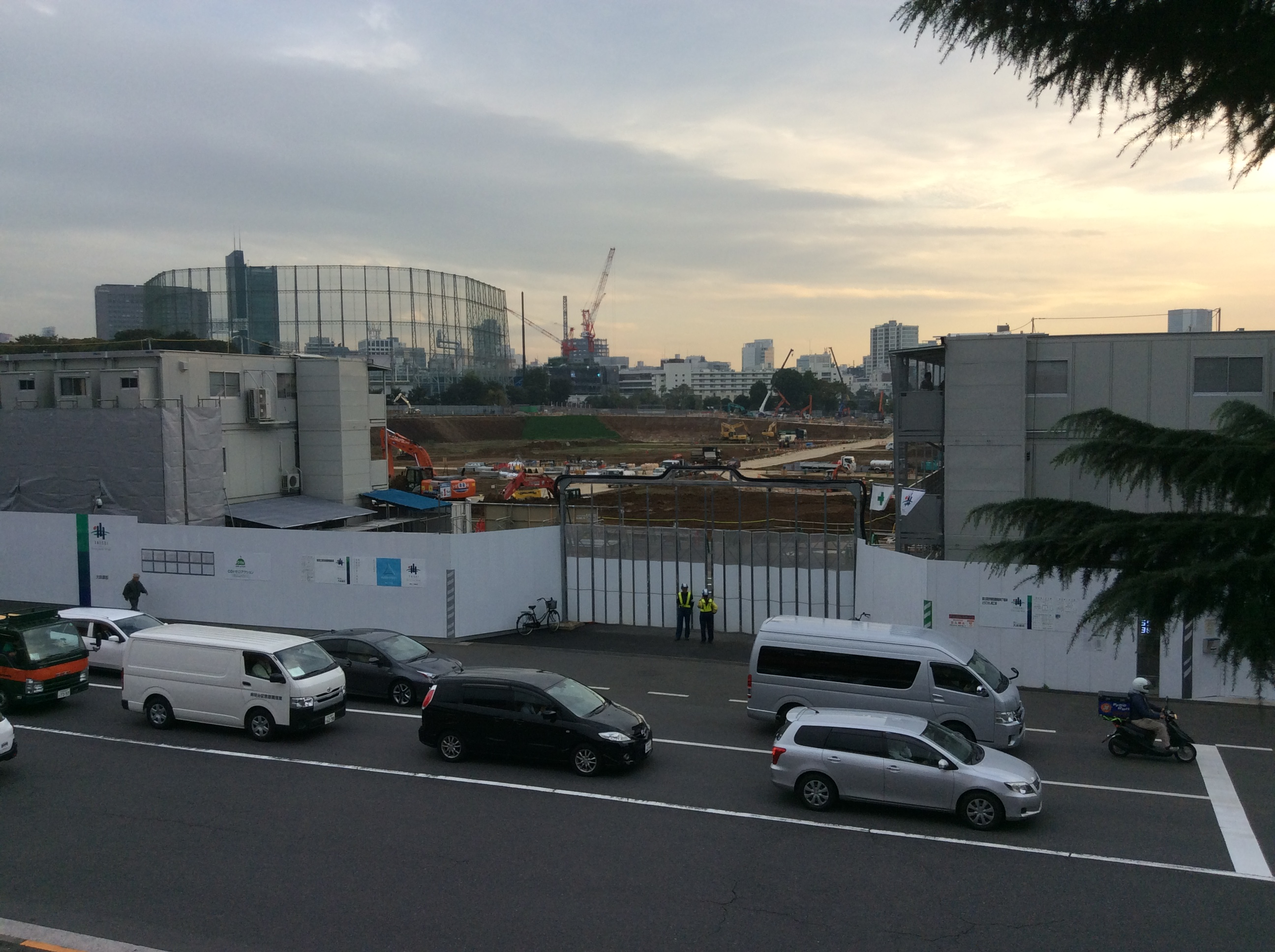
Листопад 2016 Порожній майданчик перед будівництвом
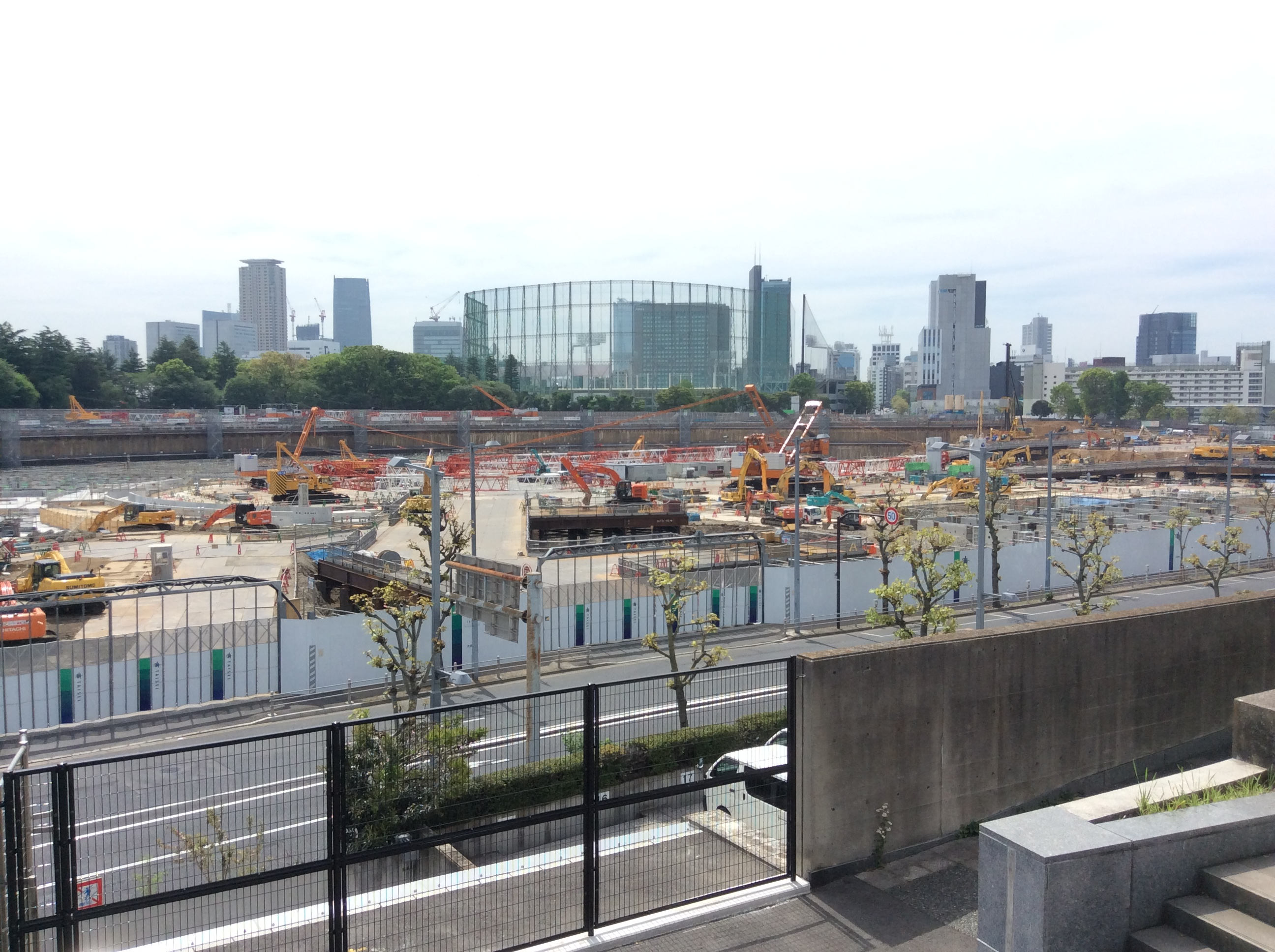
Травень 2017
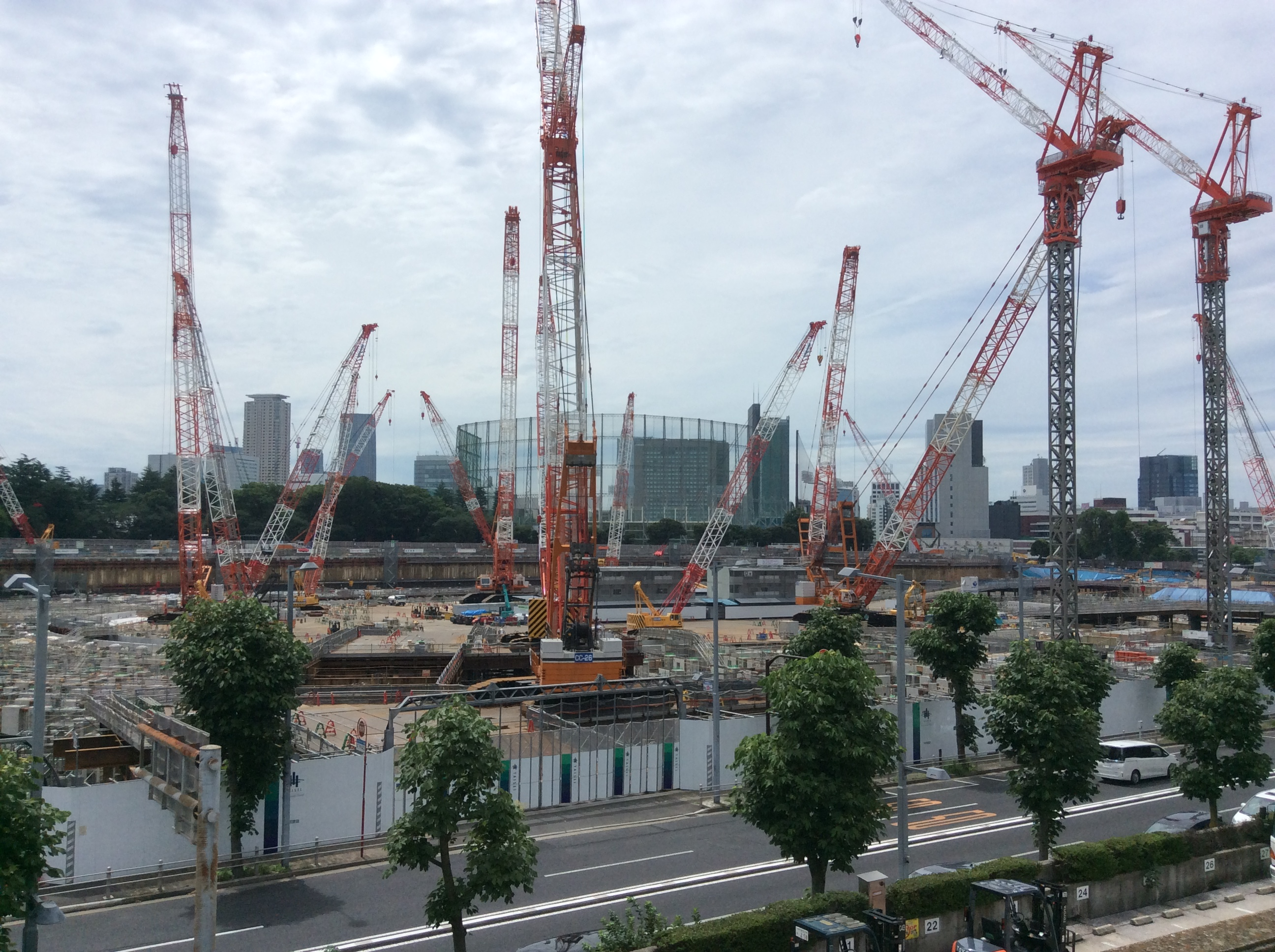
Липень 2017
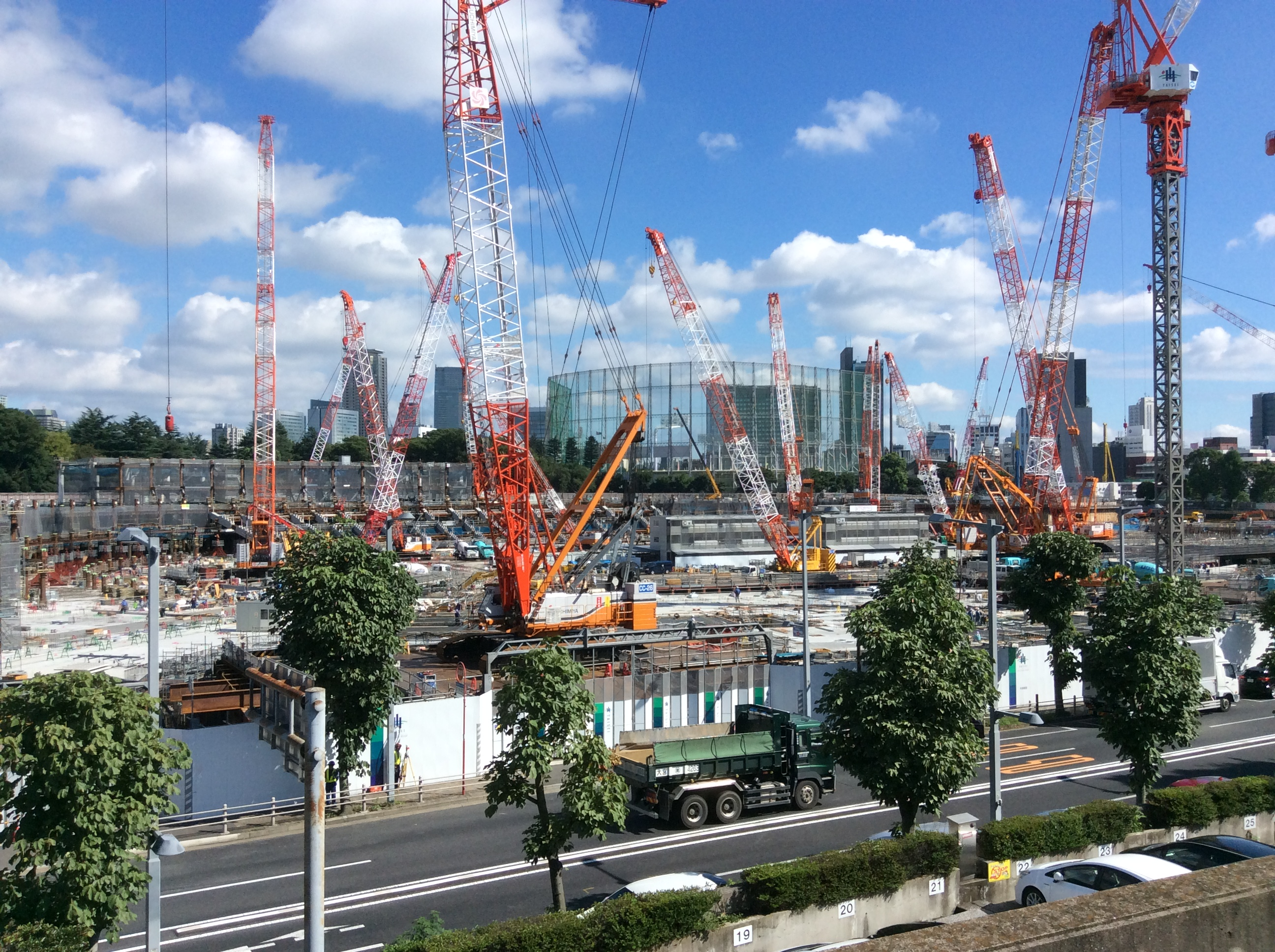
Вересень 2017
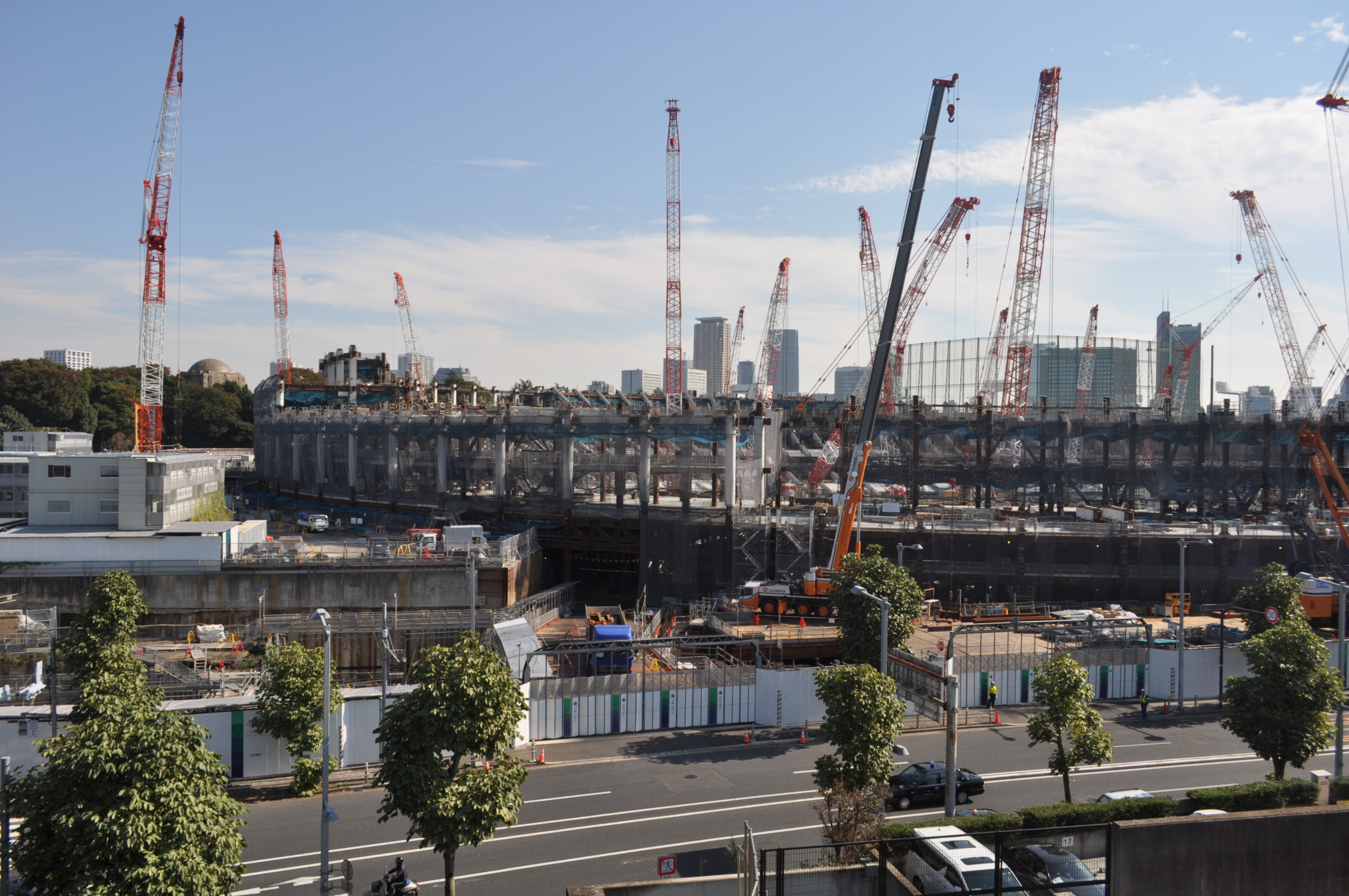
Листопад 2017
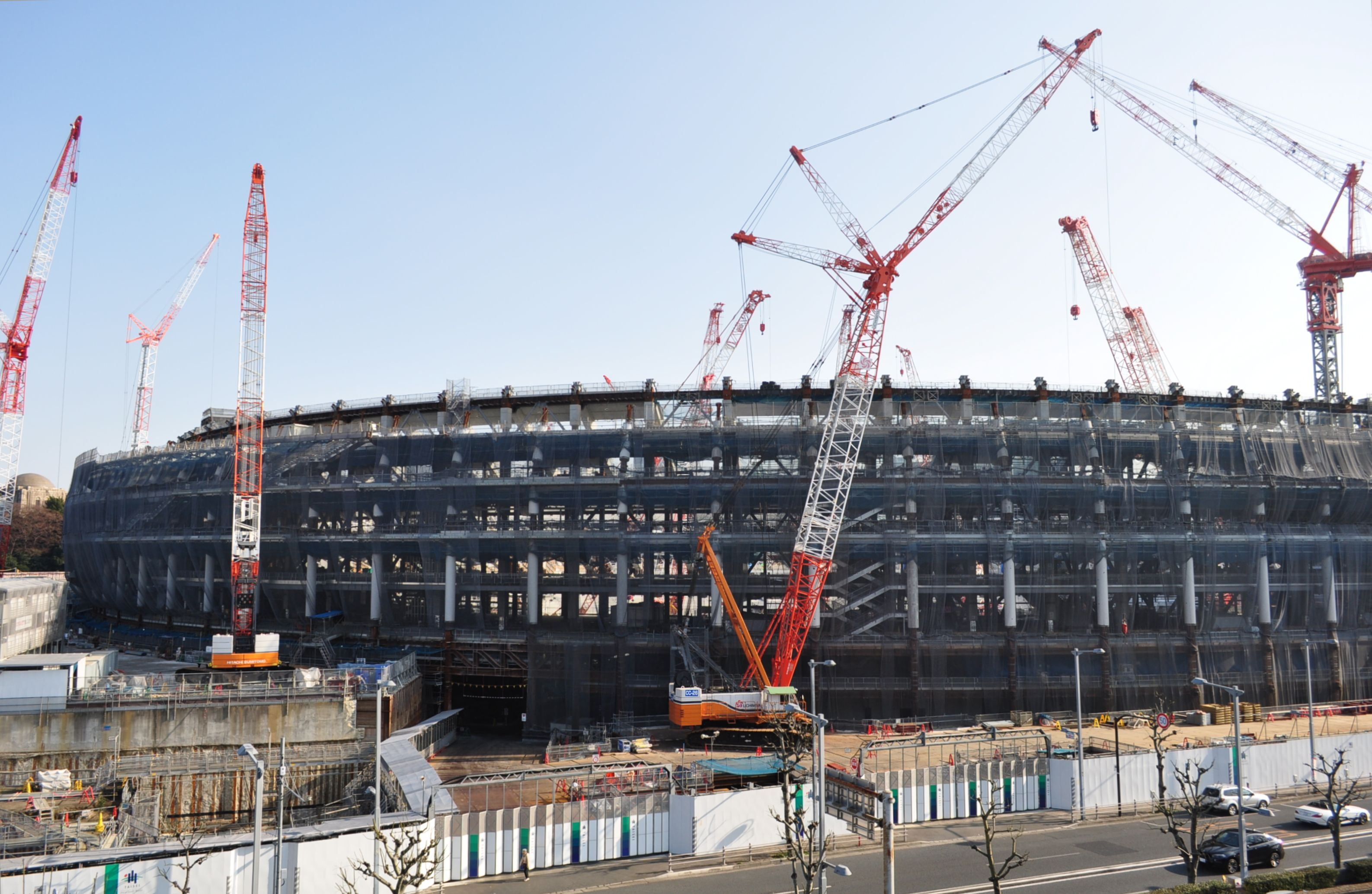
Січень 2018
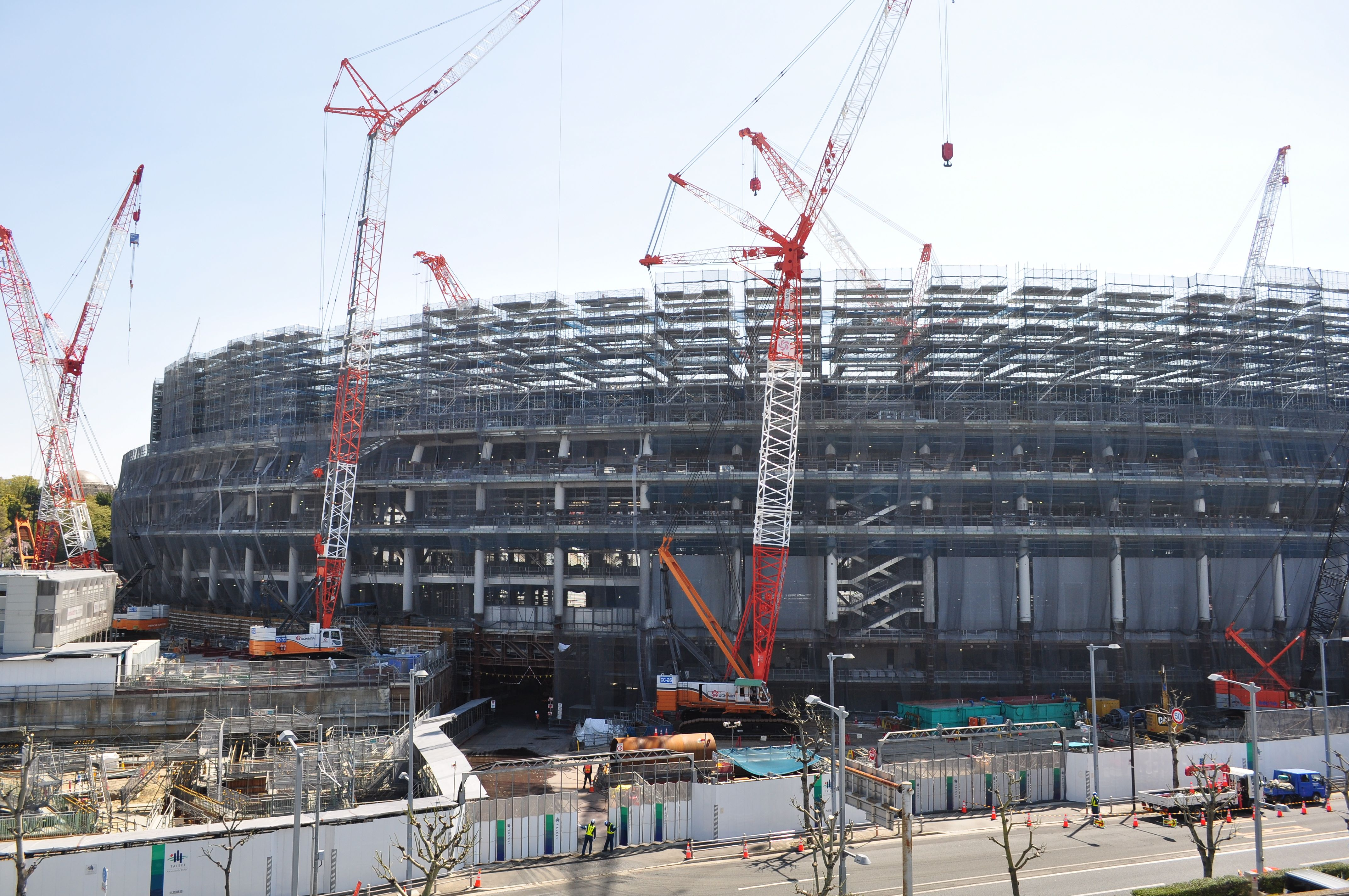
Березень 2018

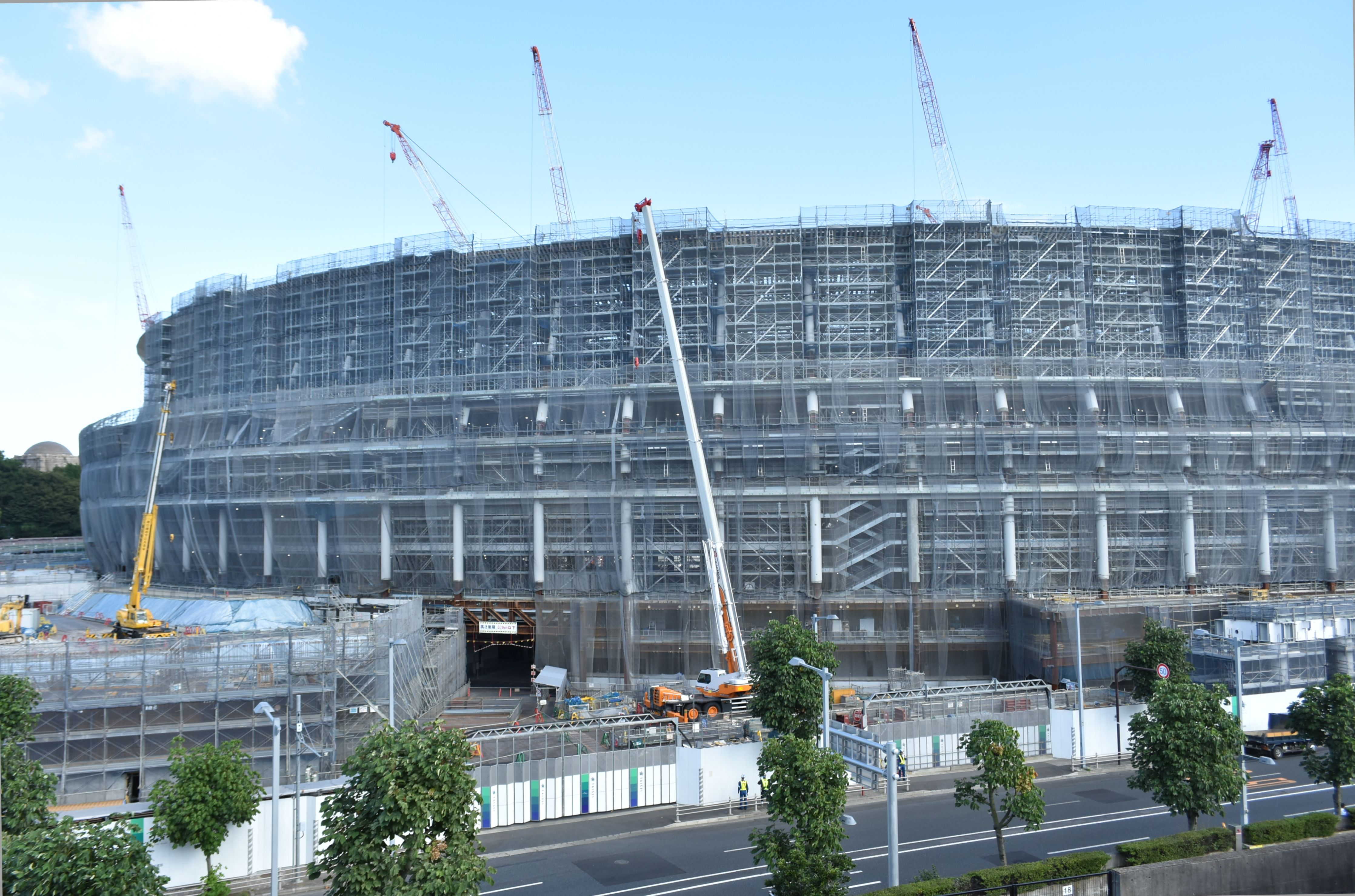
Серпень 2018
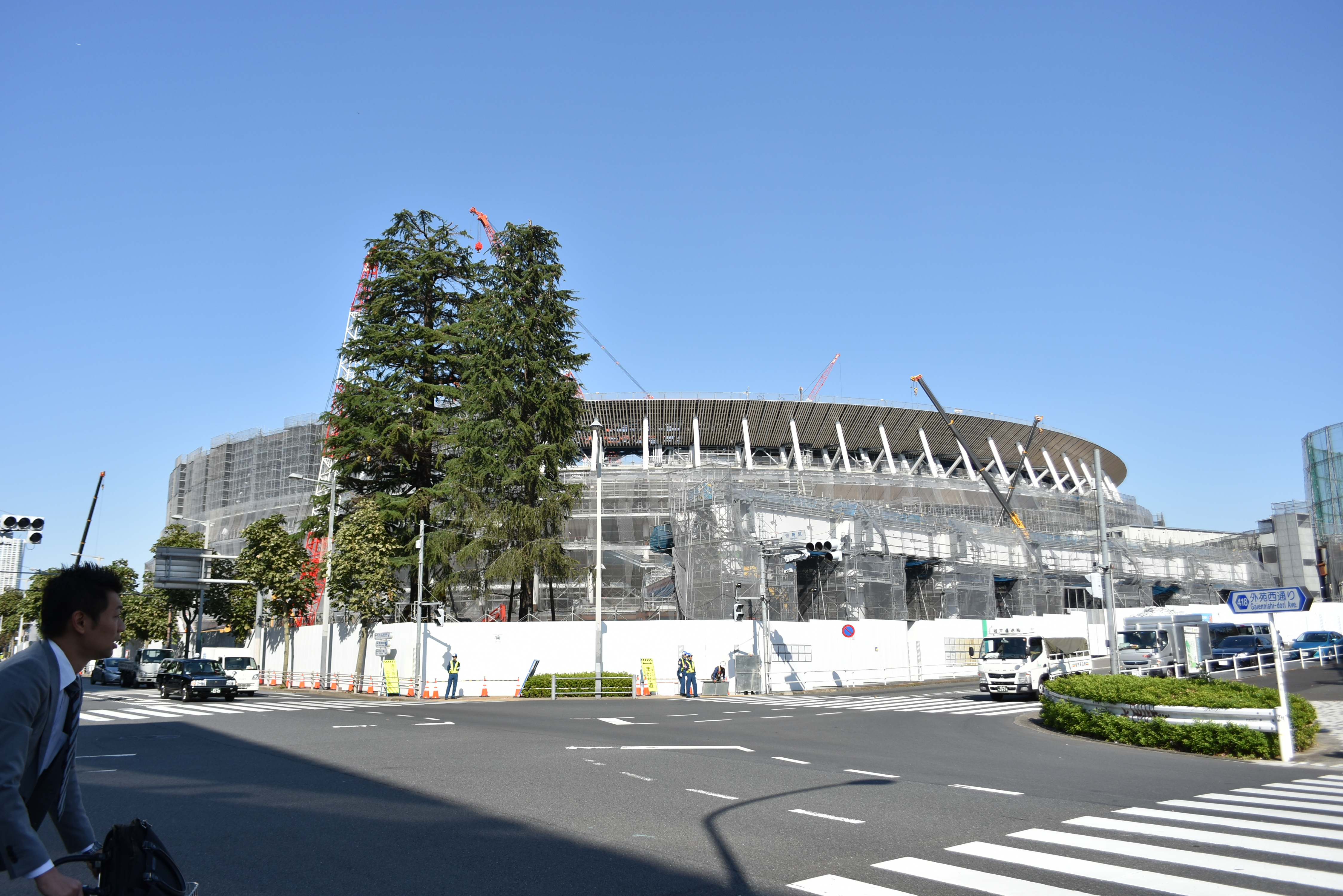
Жовтень 2018
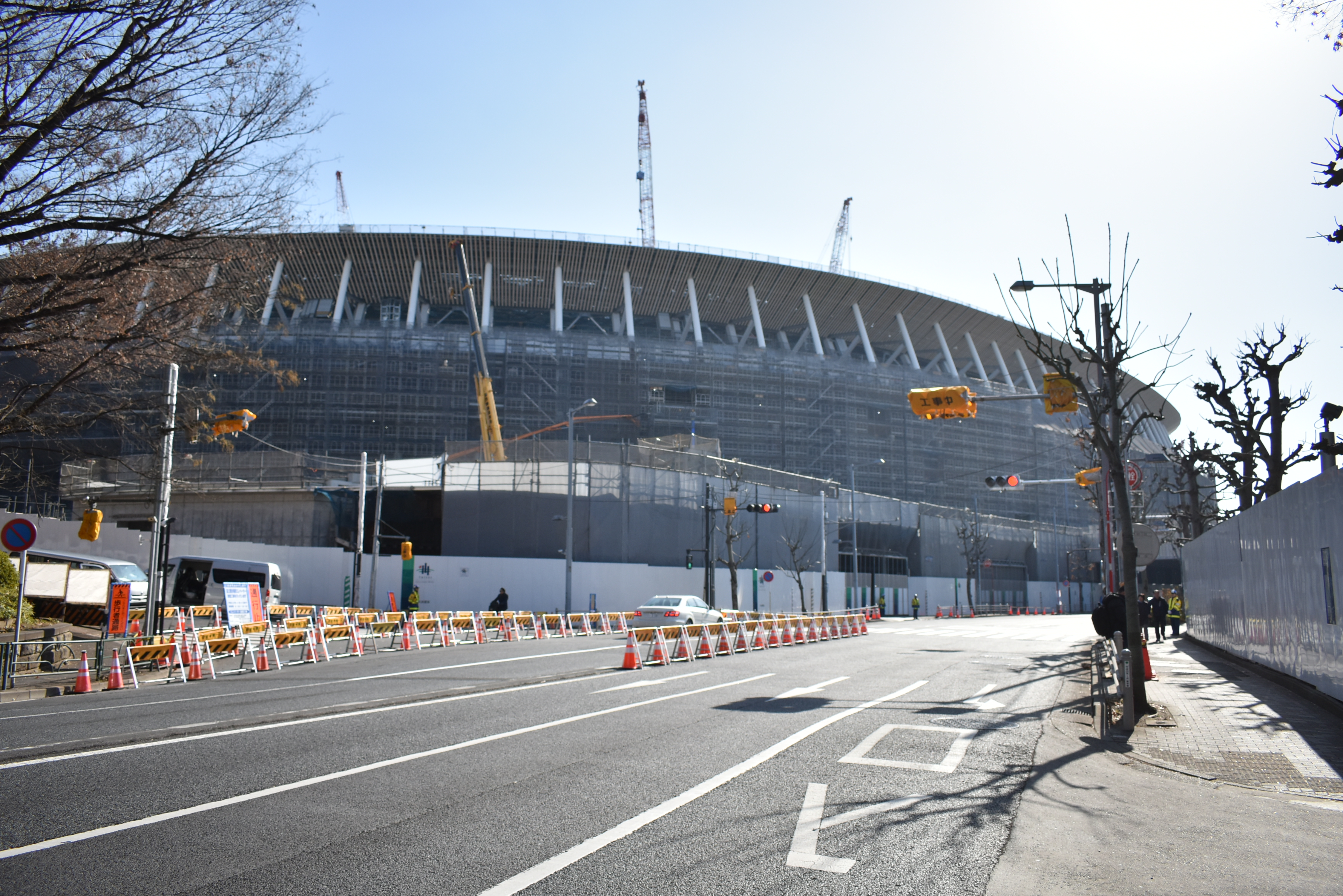
Січень 2019
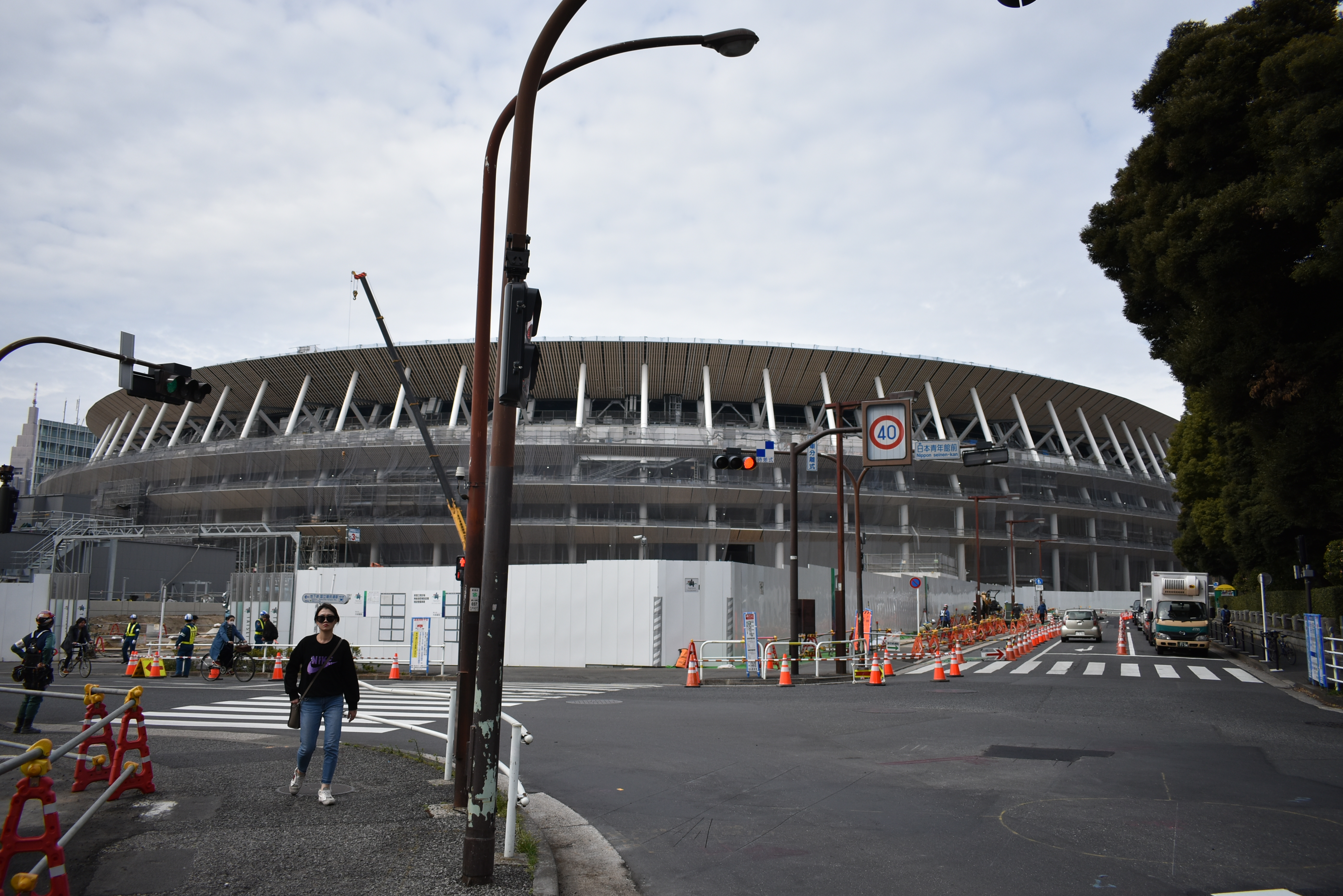
Березень 2019
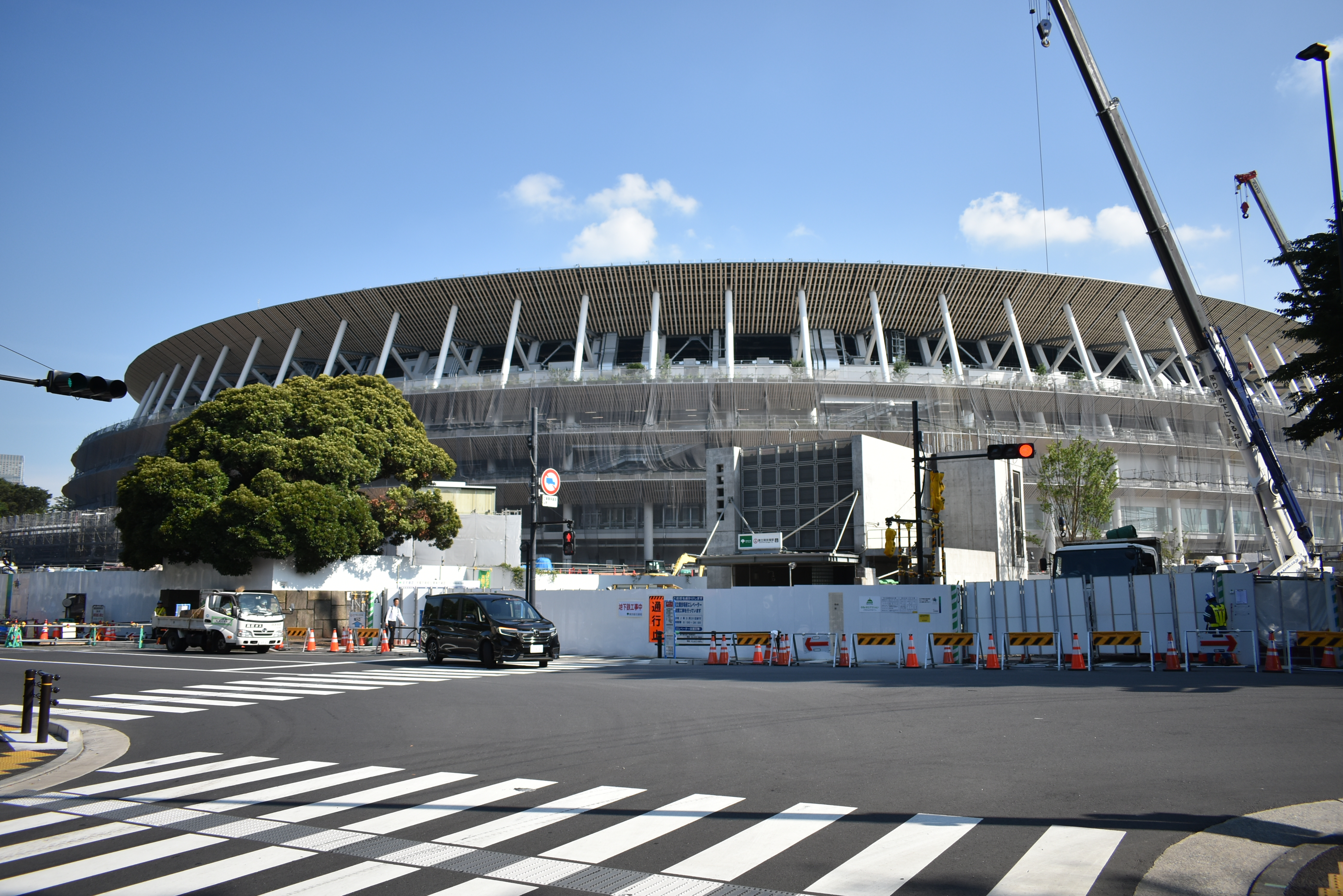
Червень 2019
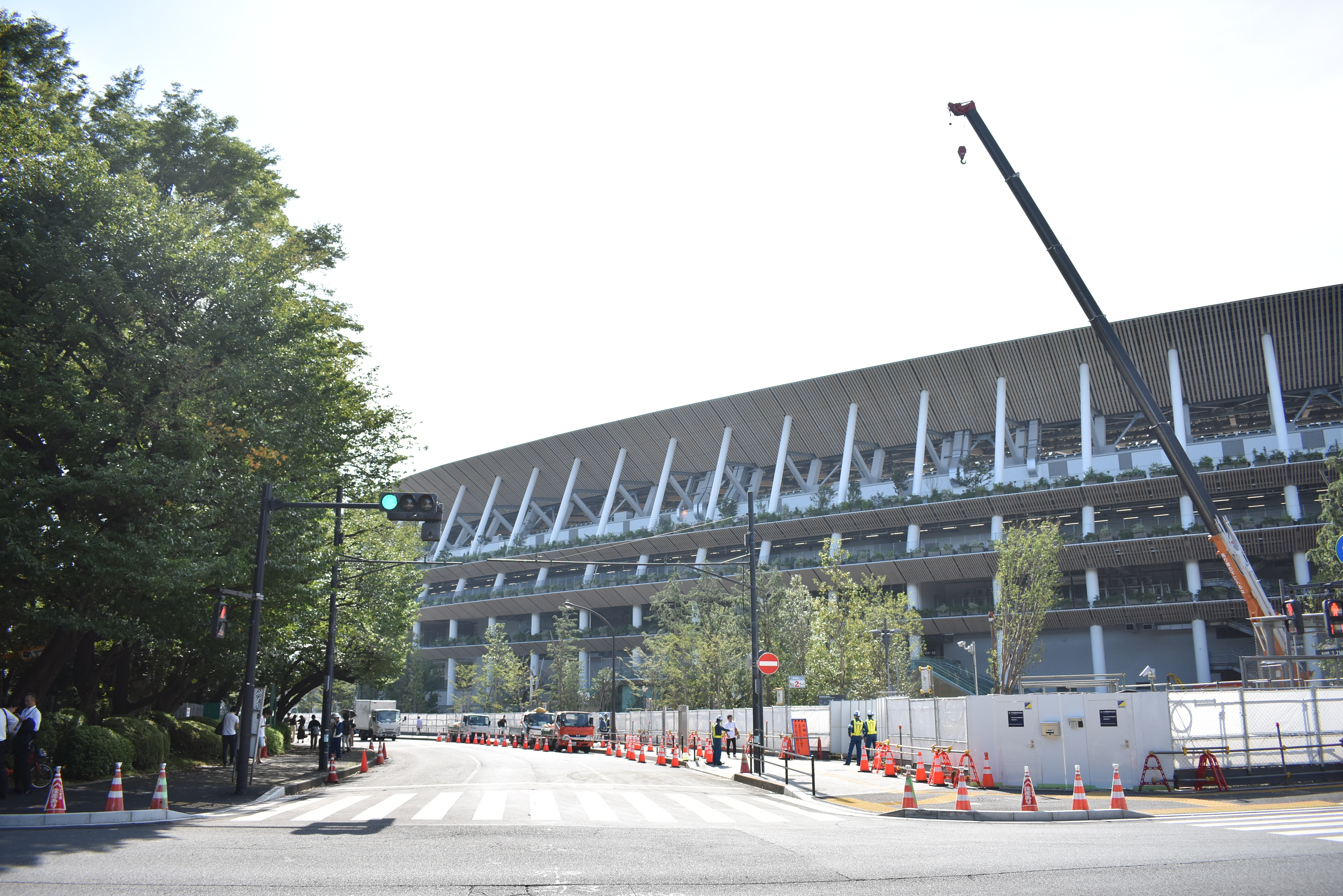
Серпень 2019
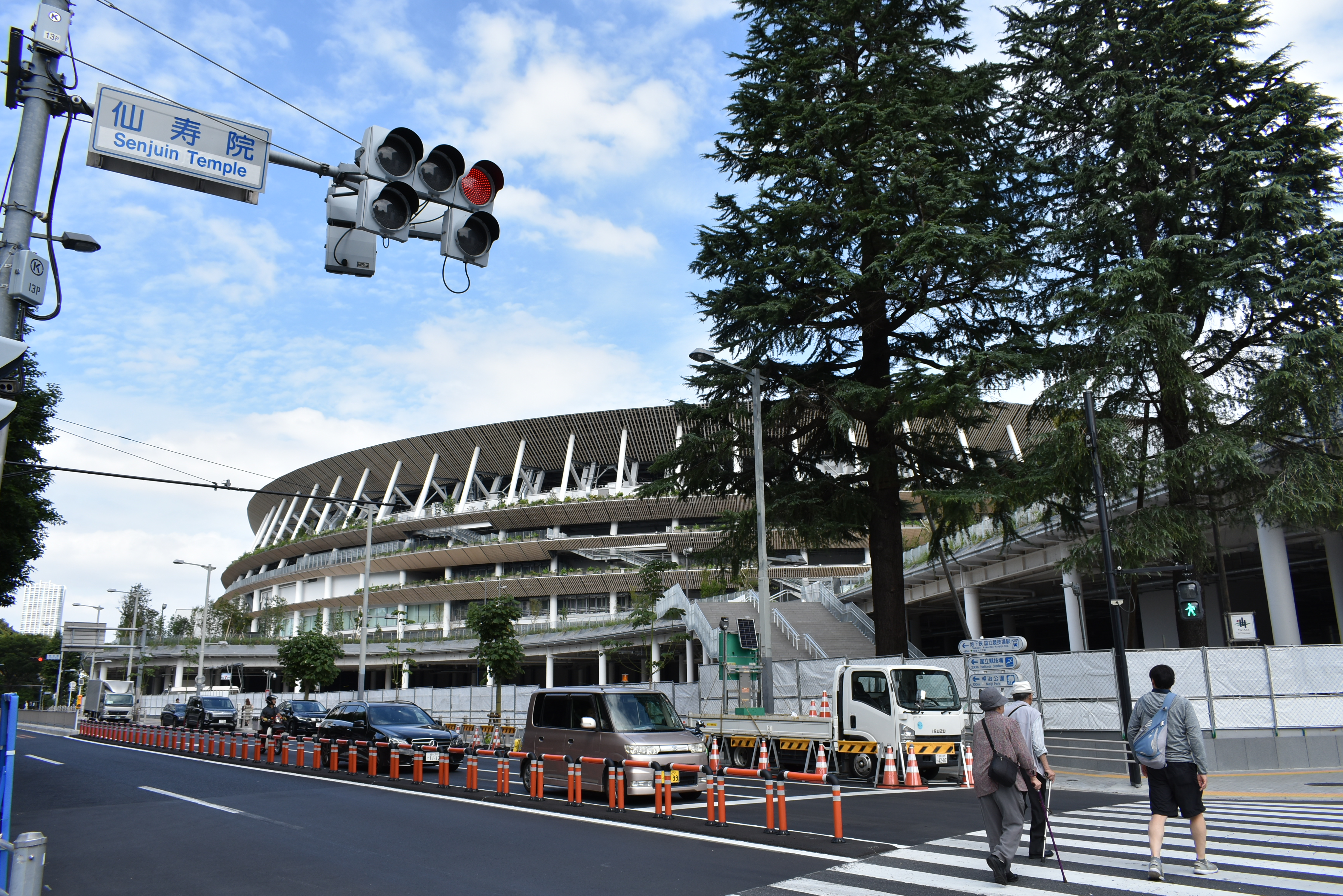
Вересень 2019